# ブラウンシュヴァイク級戦艦
| ブラウンシュヴァイク級戦艦           | ブラウンシュヴァイク級戦艦 |
| ------------------------------------ | --- |
| 竣工当時の「ブラウンシュヴァイク」。 | |
| 艦級概観                             | |
| 艦種                                 | 戦艦 |
| 艦名                                 | 都市名 |
| 前級                                 | ヴィッテルスバッハ級 |
| 次級                                 | ドイッチュラント級 |
| 性能諸元                             | |
| 排水量                               | 常備：13,208 トン 満載：14,167 トン |
| 全長                                 | 419 ft (128 m) 413 ft (126 m)（水線長） |
| 全幅                                 | 73 ft (22 m) |
| 吃水                                 | 26 ft (7.9 m) |
| 機関                                 | 海軍式石炭・重油混焼水管缶8基、同円缶6基+三段膨張式レシプロ機関3基3軸推進 |
| 最大出力                             | 17,000hp |
| 最大速力                             | 19ノット（35 km/h） |
| 航続距離                             | 10ノット/6,500海里 |
| 燃料                                 | 石炭：690トン（常備）、1,665トン（満載） 重油：240トン |
| 乗員                                 | 743名（旗艦の場合追加79名） |
| 兵装                                 | クルップ SK L/40 28cm（40口径）連装砲2基 クルップ SK L/40 17cm（40口径）単装速射砲14基 クルップ SKC/13 8.8cm（45口径）単装速射砲18基 37mm機関砲単装4基 45cm水中魚雷発射管単装6基                                                                               |
| 装甲                                 | 舷側：229mm（水線最厚部）、102mm（艦首尾部） 主甲板：50.8mm（平坦部）、75mm（傾斜部） 主砲塔：280mm（前盾）、250mm（側盾）、50mm（天蓋） 副砲塔：170mm（最厚部） 副砲ケースメイト部：150mm 前部司令塔：300mm（前盾）、30.8mm（天蓋） 後部司令塔：140mm（側盾） |

ブラウンシュヴァイク級戦艦（Braunschweig - Klasse）は、ドイツ海軍が第一次世界大戦前に建造した前弩級戦艦の艦級で5隻が建造された。その内、「ヘッセン」は1916年のユトランド沖海戦に参加した。

## 艦形

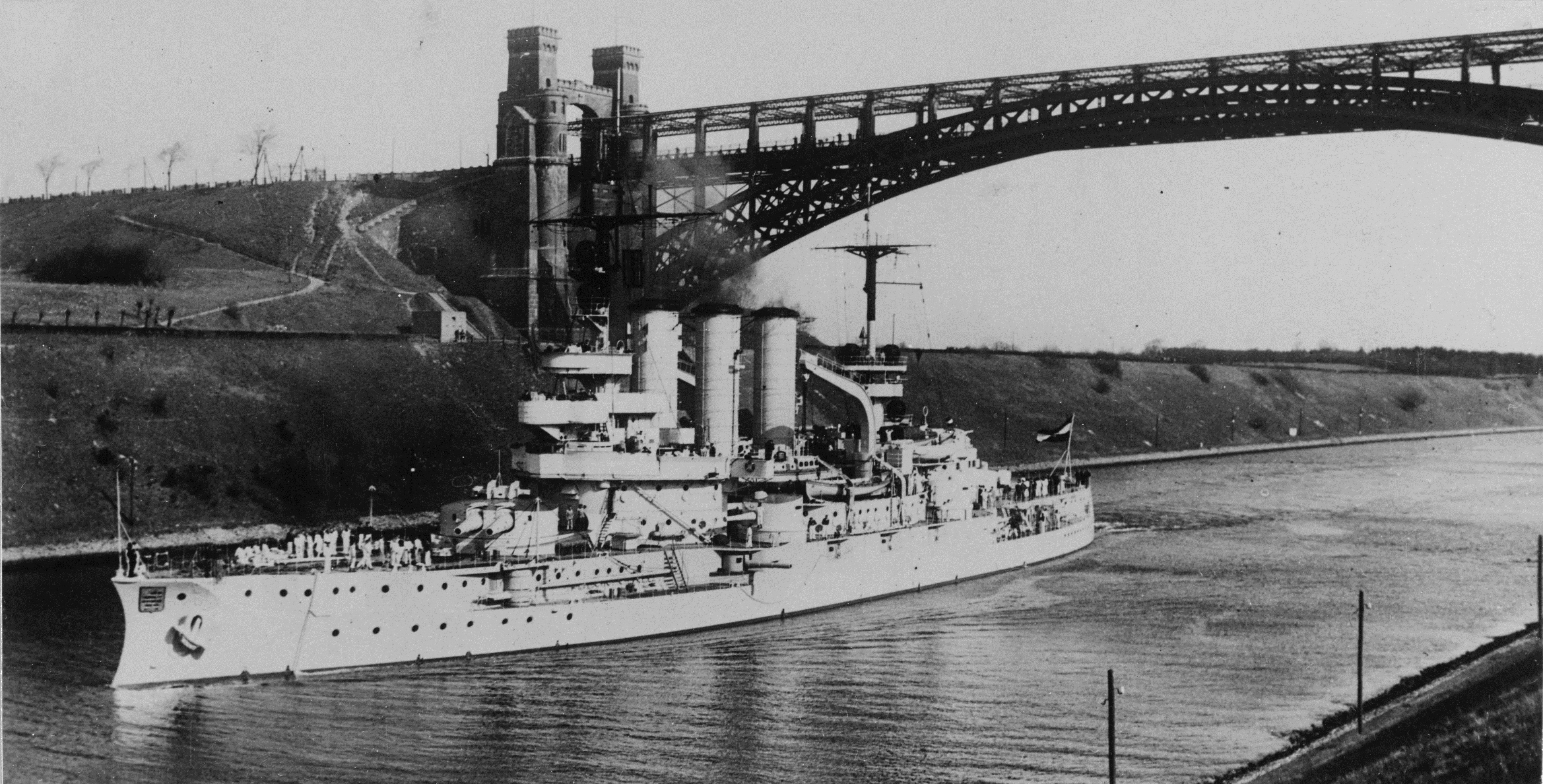
近代化改装後の「ヘッセン」。ミリタリーマストが撤去されて単脚マストとなり、舷側配置の副砲も一部が撤去された。

本級の船体形状は波の穏やかなバルト海での運用が主であるため、海防戦艦的な水面から乾舷までが低い平甲板型船体を採用した。水面下に衝角（ラム）の付いた艦首から艦首甲板上に28cm砲を収めた連装砲塔1基を直置きした。その背後から上部構造物が始まり、基部に司令塔を組み込んだ操舵艦橋と前部ミリタリー・マストが立つ。船体中央部に等間隔に立つ3本煙突の周囲は艦載艇置き場となっており、煙突の間の片舷1本ずつのグース・ネック（鴨の首）型クレーン計2基により運用された。3番煙突の背後に後部ミリタリー・マストと後部司令塔が1基ずつ立った所で上部構造物が終了して、後部甲板上に2番主砲塔を後向きに1基配置した。
副砲の17cm単装砲は舷側甲板上に砲塔形式で2基、舷側ケースメイト配置で5基ずつの片舷7基で計14基を配置した。この武装配置により艦首方向に最大で28cm砲2門・17cm砲4門、舷側方向に最大で28cm砲4門・17cm砲7門、艦尾方向に最大で28cm砲2門・17cm砲4門が指向できる計算であった。

## 武装

### 主砲
本級の主砲には新設計の「クルップ 1893年型 SK L/40 28cm（40口径）砲」を採用した。ドイツ海軍は主砲の口径の大きさよりも射撃速度の大きさを優先し、速射砲を積極的に採用していた。前級までは24cm速射砲を採用していたが、本級に至って28cm速射砲が実用化できたため口径が増大する事になった。24cm砲では140㎏であった主砲弾の弾頭重量は240㎏と飛躍的に増大したが、当時他国海軍の戦艦で主流だった弾頭重量400kg前後の12インチ砲と比較すると依然として小口径かつ低威力であった。射程は仰角25度のとき15,900mである。この砲を新設計の連装砲塔に収めた。この主砲塔は主砲身の俯仰・砲塔の旋回は主に電力と水圧で行われ、揚弾薬機は電動式である。補助に人力を必要とした。砲身の俯仰能力は仰角30度・俯角4度である。各砲塔の旋回角度は船体首尾線方向を0度として左右150度の旋回角度を持つ。装填形式は自由装填方式を採用しており、どの角度からでも装填が出来た。発射速度は毎分2発であった。

### その他の備砲・水雷兵装
本級の副砲には17cm砲を開発し、「クルップ 1906年型 SK L/40 17cm（40口径）速射砲」を採用した。これは他国海軍の平均的な副砲の口径よりも大きい物である。ただしこの副砲の砲弾は乗組員が扱うのには重すぎて迅速を欠き、むしろ発射速度の低下を招いてしまい、ドイツ海軍の基本方針に反する結果となった。その性能は従来の15cm砲弾の45.3㎏よりも重量化された62.8kgの砲弾を仰角22度で射距離14,500mまで届かせる事ができる性能であった。砲身の上下角や旋回角度は搭載形式により異なり、砲塔形式は仰角30度・俯角4度で160度、舷側ケースメイト配置は仰角22度・俯角5度で80度の旋回角度であった。発射速度はどの形式でも毎分5発である。
他に対水雷艇迎撃用に「8.8cm（45口径）速射砲」を単装砲架で18基装備した。その他に対艦攻撃用に45cm水中魚雷発射管を単装で艦首に並列で2基、舷側に片舷2基ずつ計6基装備した。

## 艦歴

### 建造から第一次世界大戦

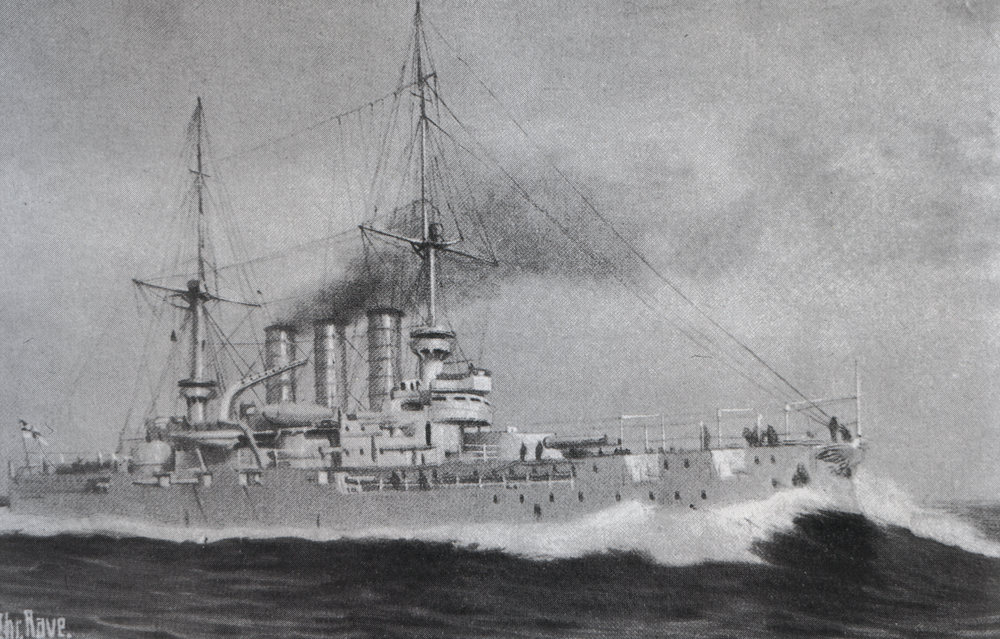
竣工当時の「プロイセン」。

1番艦の「ブラウンシュヴァイク」は1901年10月にキールで起工し、2番艦の「エルザス」は同年ダンツィヒで起工した。1902年4月に「ヘッセン」がキールで起工し、その後「プロイセン」がシュテッティンで起工した。同年12月に「ロートリンゲン」もダンツィヒで起工した。
「ブラウンシュヴァイク」は1904年10月に竣工し、その一ヶ月後に「エルザス」が竣工した。「ヘッセン」は1905年9月に竣工し、「プロイセン」は12月に竣工した。最終艦の「ロートリンゲン」は1906年5月に竣工した。
第一次世界大戦が始まると、ブラウンシュヴァイク級は第IV戦隊に配属され、その任務は沿岸防衛であった。1916年に「ヘッセン」が第II戦隊に配属され、ユトランド沖海戦に参加した。 
1917年までに旧式化著しい本級は全艦が戦闘任務を解除され、補助艦艇に変更された。兵員不足を補うため乗組員の多くは小艦艇の乗組員として配置転換され、「ブラウンシュヴァイク」、「エルザス」、「ロートリンゲン」は訓練艦となり、「ヘッセン」と「プロイセン」は掃海艇母艦に転換された。

### 大戦間期から第二次世界大戦

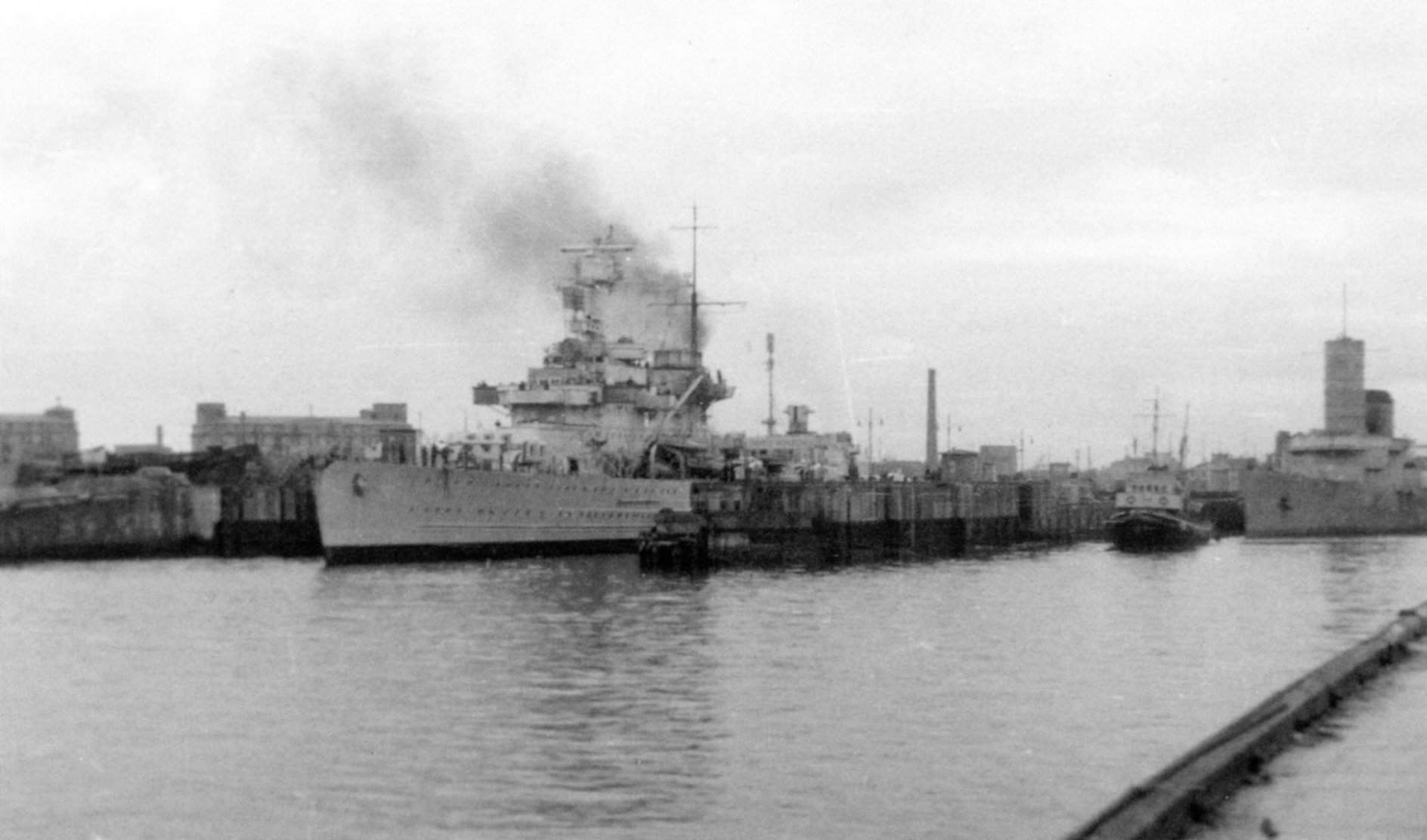
右側は標的艦へと改装された「ヘッセン」。左側の軽巡洋艦は「ニュルンベルク」。

ヴェルサイユ条約により、ドイツ海軍は弩級戦艦の保有が事実上不可能になったが、艦歴の古い前弩級戦艦は許され、本級では「ブラウンシュヴァイク」「エルザス」「ヘッセン」の3艦が条約により保有を認められたため、再び戦艦としての任務に就いてワイマール・ドイツ海軍の主力艦となった。これらは沿岸防衛艦として近代改修される予定であったが、この計画は放棄された。1931年、「ロートリンゲン」と「プロイセン」はスクラップとして廃棄され、翌1932年に「ブラウンシュヴァイク」が廃棄された。「エルザス」は1936年に廃棄された。「ヘッセン」は標的艦へと改装され、第二次世界大戦後ソ連海軍に捕獲され、1960年代に廃棄されるまで、標的艦として使用された。

## 同型艦
- ブラウンシュヴァイク Braunschweig
- エルザス Elsaß
- ヘッセン Hessen
- プロイセン Preußen
- ロートリンゲン Lothringen